# Doksan (métro de Séoul)
Doksan (hangeul : 독산 ; hanja : 禿山 est une station de passage de la ligne 1 du métro de Séoul. Elle est située au 115 Beotkkot-ro, dans le quartier Doksan-dong de l'arrondissement Geumcheon-gu, au sud-ouest de Séoul en Corée du Sud.
Ouverte en 1998, elle est desservie par les rames des services omnibus et express de la ligne 1.

## Situation sur le réseau

Plan du réseau (2023)

Établie en surface, la station Doksan est une station de passage de la ligne 1 (branche Guro-Sinchang) du métro de Séoul, elle est située : entre la station Complexe numérique de Gasan, en direction du terminus nord-est Yeoncheon, et la station Mairie de Geumcheon-gu, en direction du terminus sud-ouest Sinchang.

## Histoire
La station Doksan est mise en service le 7 janvier 1998 sur la section technique dit ligne Gyeongbu de la ligne 1 du métro de Séoul,,.

## Services aux voyageurs

### Accès et accueil
La station est établie au 115 Beotkkot-ro, dans le quartier Doksan-dong. Elle dispose de deux bouches numérotées 1 et 2.

### Desserte
Doksan, est desservie par les rames de services omnibus et express de la ligne 1. Elle dispose de deux quais latéraux équipés de portes palières

Installations ligne 1
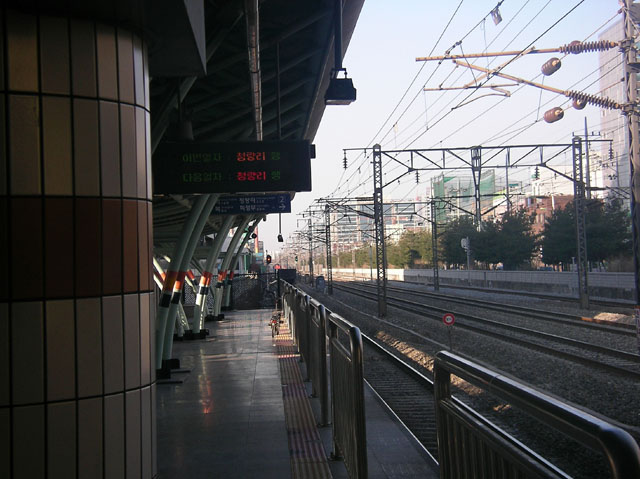
En 2007.
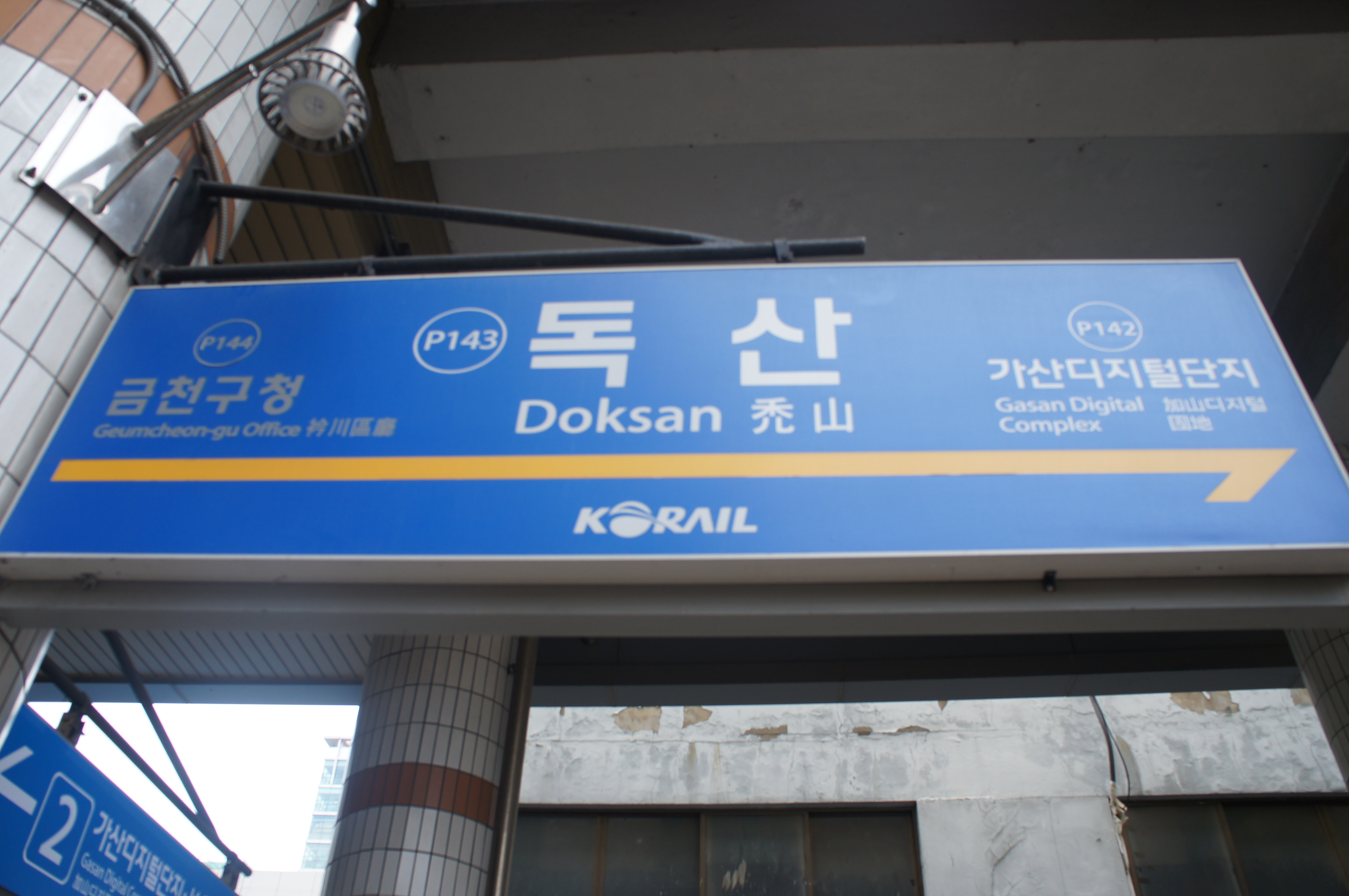
En 2013.
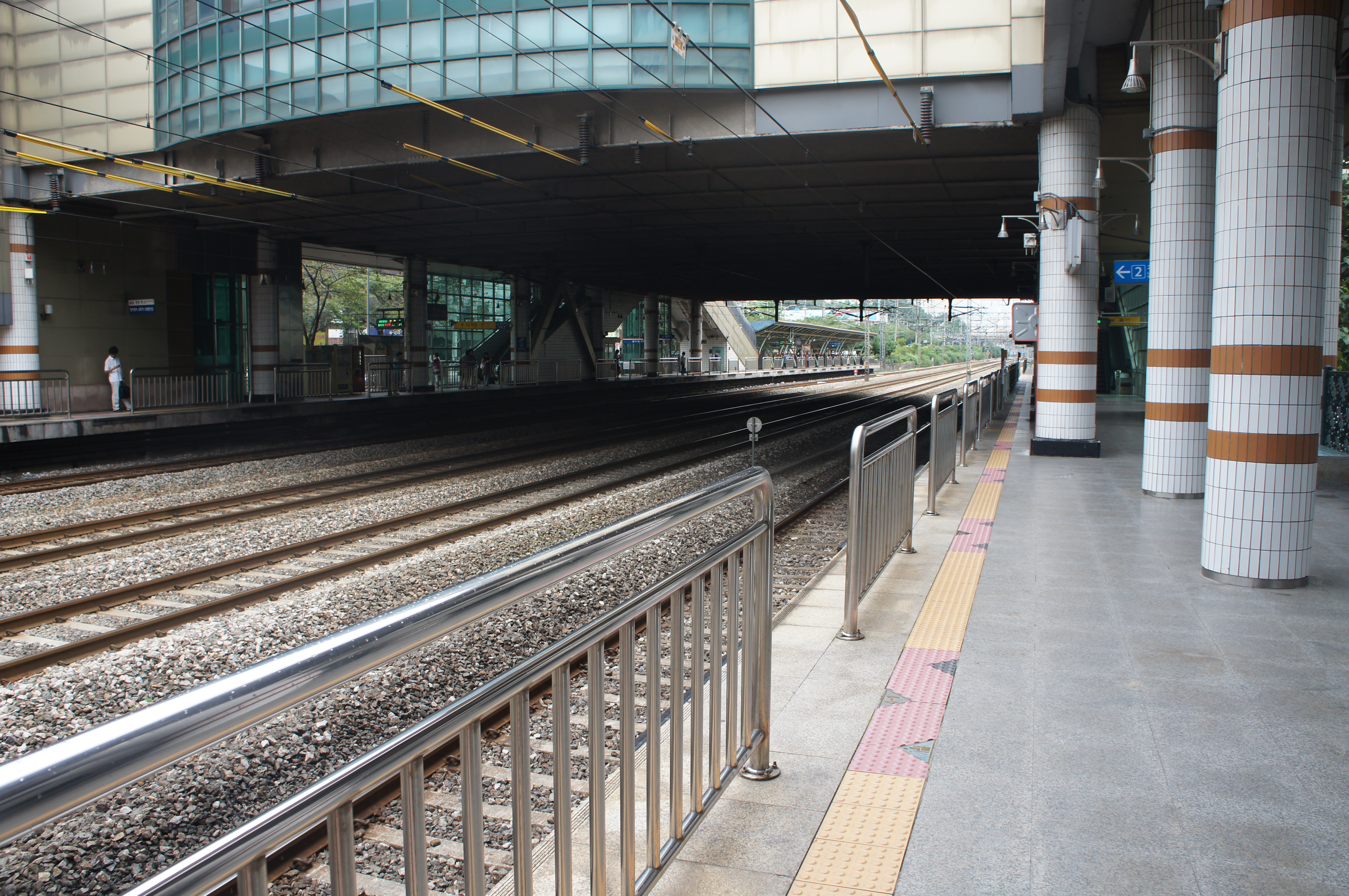
En 2013.

### Intermodalité
Des arrêts de bus sont situés à proximité.

## À proximité
Elle dessert notamment, près de la bouche n°1, le marché aux bestiaux de Doksan-dong.